# Non andare più lontano
Non andare più lontano – utwór włoskiego wokalisty Claudio Villi, napisany przez Gino Mescioliego i Vito Pallaviciniego, nagrany i wydany w 1967 roku. 
Singiel reprezentował Włochy podczas finału 12. Konkursu Piosenki Eurowizji w tym samym roku. Podczas koncertu finałowego, który odbył się 8 kwietnia w Großer Festsaal der Wiener Hofburg w Wiedniu, utwór został zaprezentowany jako przedostatni, szesnasty w kolejności i ostatecznie zdobył 4 punkty, plasując się na jedenastym miejscu finałowej klasyfikacji. Dyrygentem orkiestry podczas występu wokalisty był Giancarlo Chiaramello. 
Na stronie B winylowego wydania singla znalazła się piosenka „Shake all'Italiana”.